# Topologische Komplexität
In der Mathematik ist die topologische Komplexität {\displaystyle \operatorname {TC} (X)} (TC für eng. topological complexity) eines topologischen Raumes {\displaystyle X} eine topologische Invariante, die von Michael Farber im Jahr 2003 eingeführt wurde.

## Definition
Sei {\displaystyle X} ein topologischer Raum und {\displaystyle PX=C([0,1],X)} der Wegraum von {\displaystyle X}, also der Raum aller stetigen Wege in {\displaystyle X}. Es gibt eine stetige Projektion {\displaystyle \pi :PX\to \,X\times X}
durch {\displaystyle \pi (\gamma )=(\gamma (0),\gamma (1))}. Die topologische Komplexität ist die kleinste Zahl {\displaystyle k}, sodass:
- eine offene Überdeckung {\displaystyle (U_{i})_{i=1}^{k}}von  {\displaystyle X\times X} existiert,
- für jedes {\displaystyle i=1,\ldots ,k} ein lokaler Schnitt {\displaystyle s_{i}\colon U_{i}\rightarrow PX} existiert, also eine stetige Abbildung mit {\displaystyle \pi \circ s_{i}=\operatorname {id} _{U_{i}}}.

## Lemmata
- Ein topologischer Raum {\displaystyle X} ist genau dann zusammenziehbar, wenn {\displaystyle \operatorname {TC} (X)=1}.
- Die topologische Komplexität hängt mit der Lusternik–Schnirelmann-Kategorie zusammen über[1]:
{\displaystyle \operatorname {cat} (X)\leq \operatorname {TC} (X)\leq 2\operatorname {cat} (X)-1}
- Für wegzusammenhängende metrische Räume gilt:[1]
{\displaystyle \operatorname {TC} (X\times Y)\leq \operatorname {TC} (X)+\operatorname {TC} (Y)+1}

## Beispiele
- Für die topologische Komplexität der Sphäre {\displaystyle S^{n}} gilt:[1]
{\displaystyle \operatorname {TC} (S^{n})={\begin{cases}2&{\text{für }}n{\text{ ungerade}}\\3&{\text{für }}n{\text{ gerade}}\end{cases}}}
- Für die topologische Komplexität des {\displaystyle n}-fachen Produktes von {\displaystyle m}-Sphären gilt:[1]
{\displaystyle \operatorname {TC} ((S^{m})^{n})={\begin{cases}n+1&{\text{für }}m{\text{ ungerade}}\\2n+1&{\text{für }}m{\text{ gerade}}\end{cases}}}
- Insbesondere folgt mit {\displaystyle m=1} der Spezialfall {\displaystyle \operatorname {TC} (T^{n})=n+1} für die topologische Komplexität der Tori.
- Für die topologische Komplexität der Σ-Flächen gilt:[1]
{\displaystyle \operatorname {TC} (\Sigma _{g})={\begin{cases}3&;g\leq 1\\5&;g>1\end{cases}}}
- Es gilt {\displaystyle \operatorname {TC} (\mathbb {R} P^{2})=3}, {\displaystyle \operatorname {TC} (\mathbb {C} P^{2})=\operatorname {TC} ({\overline {\mathbb {C} P^{2}}})=4} und {\displaystyle \operatorname {TC} (S^{2}\times S^{2})=4}.[2]
- Ist {\displaystyle \operatorname {Conf} (\mathbb {R} ^{m},n)} der Konfigurationsraum von {\displaystyle n} getrennten Punkten im {\displaystyle m}-dimensionalen euklidischen Raum, dann ist[3]:
{\displaystyle \operatorname {TC} (\operatorname {Conf} (\mathbb {R} ^{m},n))={\begin{cases}2n-1&{\text{für }}m{\text{ ungerade}}\\2n-2&{\text{für }}m{\text{ gerade}}\end{cases}}}
- Die topologische Komplexität der Kleinschen Flasche ist 5.[4]

## Referenzen
1. 1 2 3 4 5 6  Farber, M.: Topological complexity of motion planning. In: Discrete & Computational Geometry, S. 211–221 (englisch).
2. ↑  Alexander Dranishnikov, Rustam Sadykov (2017). On LS-category and topological complexity of connected sum. arxiv:1707.07088
3. ↑  Armindo Costa: Topological Complexity of Configuration Spaces, Ph.D. Thesis, Durham University (2010), online
4. ↑  Cohen, Daniel C.; Vandembroucq, Lucile (2016). Topological Complexity of the Klein bottle. arXiv:1612.03133